# Wayne Weiler
Wayne Weiler (9 de dezembro de 1934 – 13 de outubro de 2005) foi um automobilista norte-americano que esteve em duas (uma) 500 Milhas de Indianápolis, quando a prova fazia parte do calendário da Fórmula 1 de 1950 até 1960: 1959 (não se qualificou) e 1960.
Wayne Weiler faleceu de ataque cardíaco aos 70 anos, em 13 de outubro de 2005.